# GAZ-AA

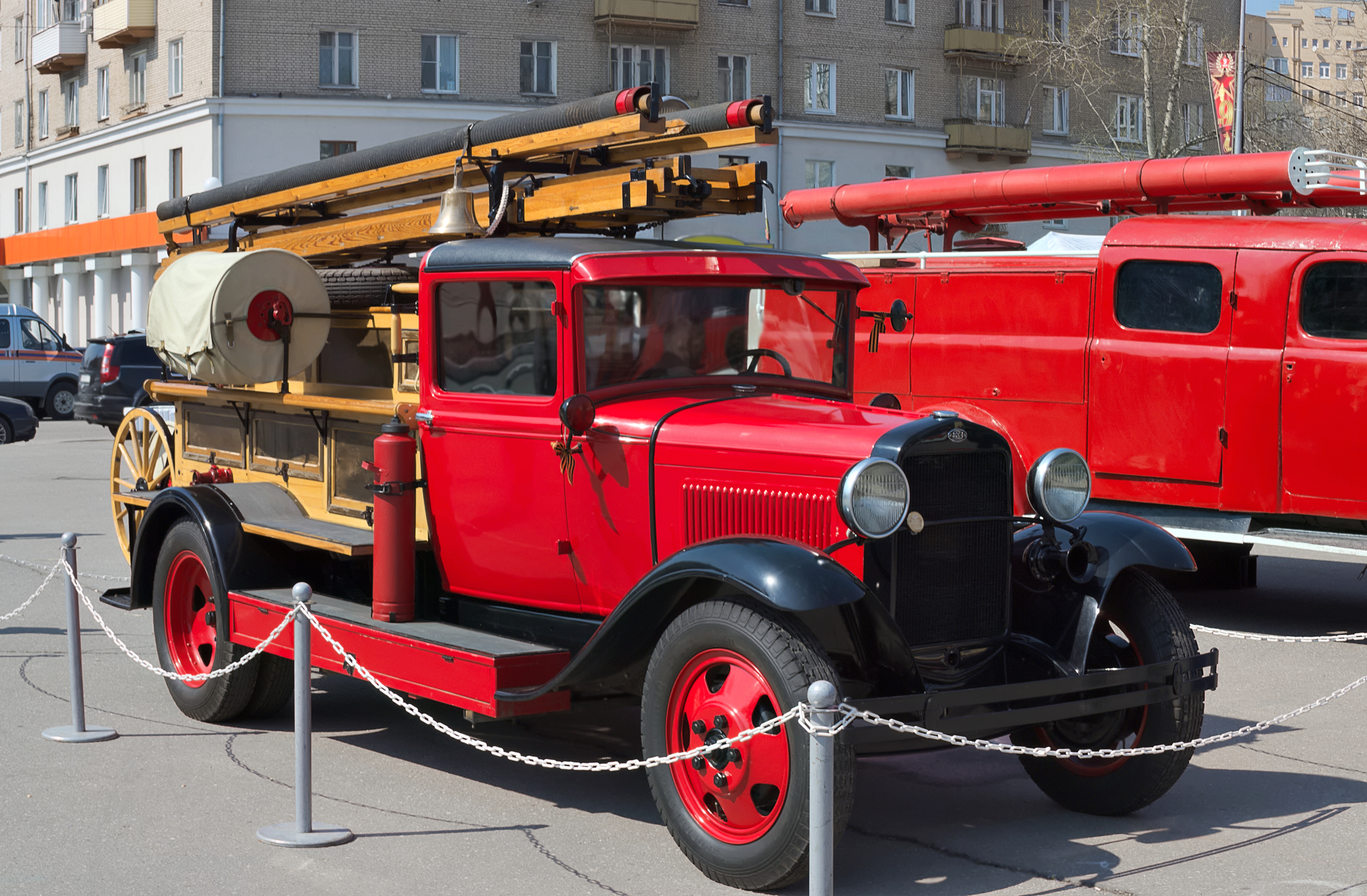
Požární automobil PMG-1 na podvozku GAZ-AA

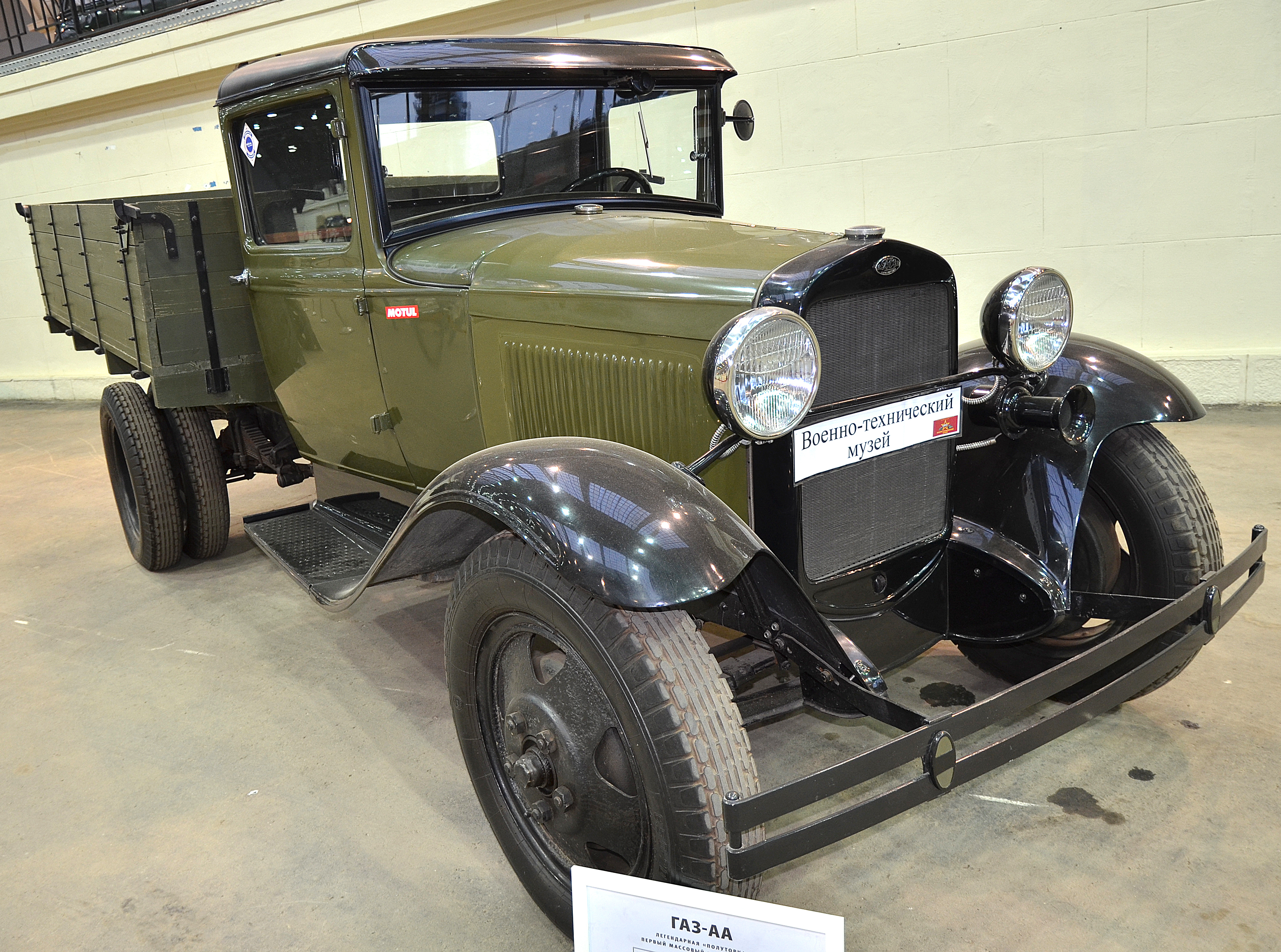
Restaurovaný GAZ-AA jako muzejní exponát

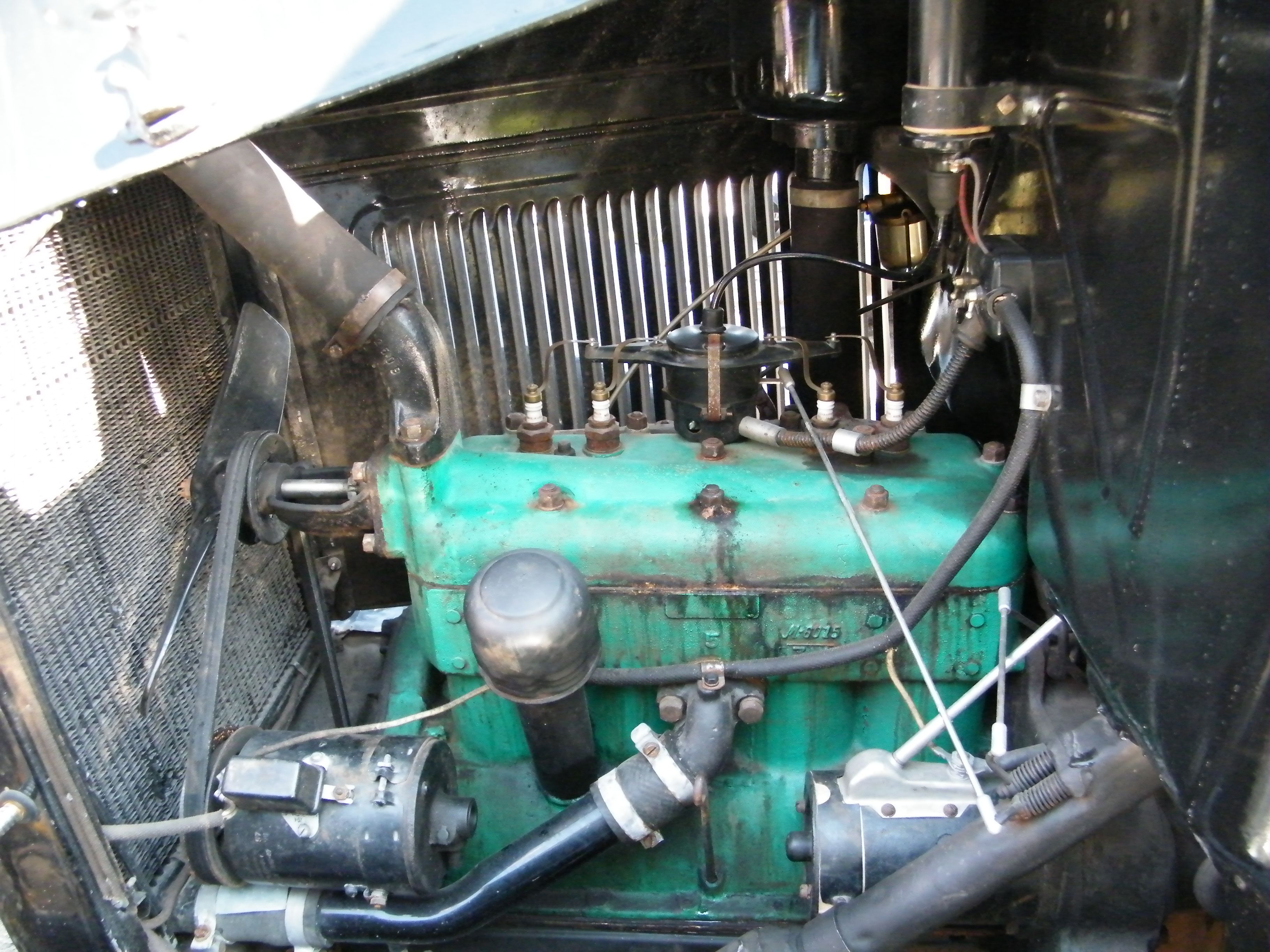
Pohled do motorového prostoru GAZ-AA

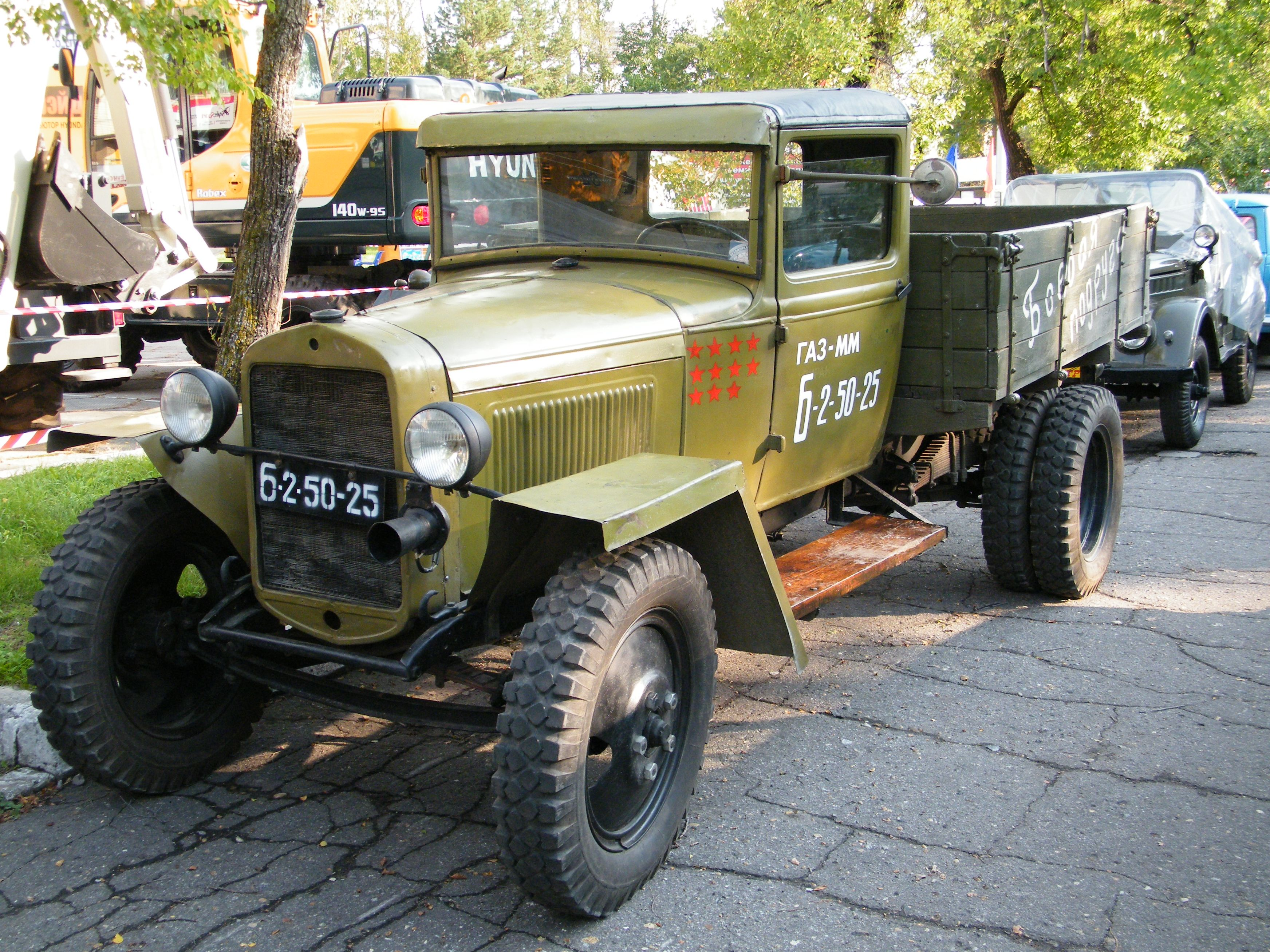
GAZ-MM přepracovaná následná verze GAZ-AA

GAZ-AA (rusky ГАЗ-АА) byl sovětský lehký nákladní automobil. Vznikl roku 1932 na základě licence amerického vozu Ford AA z roku 1930.

## Historie výroby
Podle nosnosti základního valníkového provedení 1,5 tuny měl přezdívku „polutorka“ (rusky полуторка ). První sériové vozy vyrobil Nižněgorodský automobilový závod (následně přejmenovaný na GAZ) v lednu roku 1932. Těmto vozům předcházela ještě montáž vozů z dílů dodaných z USA. Koncem roku 1932 už se vyrábělo 60 vozů denně. Na rozdíl od americké předlohy, na GAZ-AA byla zesílená konstrukce spojky, robustnější mechanismus řízení, byl instalován vzduchový filtr. Vozy montované od roku 1933 byly už kompletně ze sovětských dílů. Do roku 1934 byla kabina ze dřeva, následně už byla kabina kovová se střechou z umělé kůže.
Při modernizaci v roce 1938 dostal automobil nový motor GAZ-MM o výkonu 37 kW, zesílené pérování, rekonstruované řízení a kardanovou hřídel. Vozidla od této modernizace jsou běžně označována jako GAZ-MM. Zvnějšku ale nejsou rozdíly viditelné. Proto je někdy typová řada označována jako GAZ-AA/GAZ-MM.
Existovala také modifikace GAZ-AA se sklápěcí korbou, zpočátku označovaná jako GAZ-S1, později GAZ-410. Princip sklápění spočíval v tom, že materiál nasypaný v korbě byl rozložen takovým způsobem, aby převažoval korbu dozadu. Proti samovolnému vyklopení byla korba zajištěna zarážkou. Před sklápěním řidič pákou uvolnil zarážku a materiál převážil korbu dozadu.
Po vypuknutí druhé světové války donutil nedostatek zastudena válcované oceli a některých dílů dodávaných subdodavateli výrobce k produkci zjednodušené verze vozidla. Tato verze označená jako GAZ-MM-V měla místo dveří jen plátěné kryty, blatníky byly jen z ohnutého místo lisovaného plechu, vůz neměl přední brzdy, měl jen jeden přední reflektor a bočnice byly pevné, neotevíratelné.
V roce 1944 byla částečně obnovena předválečná podoba vozu. Montovaly se dřevěné dveře, takže kabina byla v kombinaci dřeva a kovu. V této podobě zůstala kabina až do ukončení výroby. Byly doplněny přední brzdy, otevíratelné bočnice a druhý přední reflektor. Poslední GAZ-MM vyjel z montážní linky v Gorkém 10. října 1949. Další rok ještě tento typ montovali v Uljanovsku, kde s výrobou začali v roce 1947. Celkově se tedy GAZ-AA vyráběl v Gorkém v letech 1932 až 1949, v moskevském závodě KIM 1933 až 1939, v Rostovském automontážním závodě 1939 až 1941. Bylo vyrobeno dohromady 985 000 kusů vozů GAZ-AA, případně GAZ-MM a odvozených typů.

## Charakteristiky konstrukce
Automobil byl konstrukčně nekomplikovaný a výrobně propracovaný. Konstrukce odpovídala klasickému uspořádání doby vzniku, tedy konci dvacátých let dvacátého století. Podvozek byl z úhelníků, pevné nápravy, motor vpředu poháněl zadní kola. Vzhled kabiny byl shodný s osobním automobilem GAZ-A.
Zvláštností konstrukce bylo zavěšení zadní nápravy a rozvodovky se zakrytovanou kardanovou hřídelí. Příliš složitá konstrukce měla krátkou životnost a i zavěšení přední nápravy se rychle opotřebovávalo vlivem sil při brzdění.
Motor byl ale nenáročný a snadno opravitelný. Zásluhou nízkého stupně komprese (4,25:1) mohl spalovat nízkooktanový benzín i různá náhradní paliva.
Krátkou životnost měla spouštěcí soustava startéru a akumulátoru. Ve skutečném provozu se vozy často startovaly „zahnutým startérem“, tedy klikou. V počátcích výroby byl také v SSSR naprostý nedostatek vhodných pneumatik. Dostupné pneumatiky vydržely sotva 8 až 9 tisíc km ve srovnání s plánovanými dvaceti tisíci km. Rozměr kol byl 6,00 – 520. Podvozek GAZ-AA byl využit jako základ mnoha modifikací jak vojenských, tak civilních: generátorové stanice, radiostanice, pojízdné dílny, laboratoře, cisterny k zásobování palivem, sanitky. Agregáty GAZ-AA posloužily také při konstrukci mnoha typů vojenské techniky, jako byly lehké tanky, obrněné automobily BA-6 a BA-10, nebo dělostřelecké tahače.

## Sériová provedení a modifikace
- GAZ-AAA – (1934 – 1943) tříosý nákladní automobil s pohonem 6×4. Vůz měl zvýšenou průchodivost, nosnost byla zvýšena na 2 tuny. Inspirací pro tuto modifikaci byl licenční automobil Ford – Timken z roku 1931. V roce 1937 dostal silnější motor 37 kW.
- GAZ-410 – (1934 – 1946) – sklápěč s nosností 1,2 tuny, korba celokovová, samovýklopná.
- GAZ-42 – (1938 – 1950) – verze s plynovým generátorem, který používal jako palivo dřevěné špalíky, motor o výkonu max. 28 kW, plánovaná nosnost 1 tuna. Reálná nosnost byla ještě menší, protože bylo nutné mít s sebou zásobu 200 kg dřevěných špalíků.
- GAZ-43 – (1938 – 1941) – verze s plynovým generátorem na uhlí. Plynový generátor zabíral méně prostoru než u provedení pro dřevěné špalíky.
- GAZ-44 – (1939) – verze s plynovým pohonem na stlačený zemní plyn. Nádrže na plyn byly pod korbou.
- GAZ-60 – (1938 – 1943) – polopásová modifikace s gumokovovým pásem a pohonem od standardní zadní nápravy.
- GAZ-65 – verze se zvýšenou průchodivostí s pásem poháněným přímo koly zadní nápravy, tato verze se neosvědčila mimo jiné pro velkou spotřebu paliva (až 60 l/100 km).
- GAZ-03-30 – (1933 – 1950) – sedmnáctimístný autobus, karoserie s dřevěnou kostrou krytá plechem. Vyráběl se v pobočném závodě GZA (Gorkovský závod autobusů).
- GAZ-55 – (1938 – 1945) – sanitní automobil vylepšený tlumiči na zadní nápravě. Mohl převážet deset osob včetně čtyř na nosítkách.
- PMG-1 – (1932 – 1941) – hasičský automobil.